# توماس ماكريس
توماس ماكريس (باليونانية: Θωμάς Μακρής)‏ هو لاعب كرة قدم يوناني في مركز الهجوم، ولد في 12 أغسطس 1978 في لاريسا في اليونان. لعب مع نادي زانثي.